# Videojuego de lógica

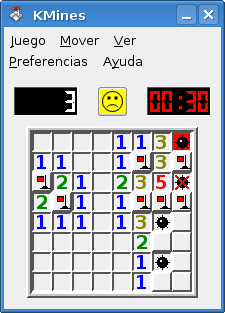
Juego KMines (buscaminas) en KDE.

Los videojuegos de lógica, también conocidos como videojuegos de inteligencia o videojuegos de puzle, son un género de videojuegos que se caracteriza por exigir agilidad mental al jugador para resolver enigmas por lo regular en una sola pantalla. Pueden o no tener una historia detrás. Algunos videojuegos involucran problemas de lógica, matemáticas, estrategia, reconocimiento de patrones, completar palabras o hasta simple azar. El género puede ser difícil de describir, pues cada uno tiene su estilo único.
Algunos videojuegos de lógica como Tetris, tienen como objetivo acomodar piezas que caen para organizarlas de la manera correcta. Otros pueden consistir en organizar objetos en un escenario establecido, como en Sokoban; o bien en alcanzar una meta eliminando enemigos o activando botones, como en Bomberman.
Lo interesante de los videojuegos de lógica es que pueden mezclarse para formar nuevos juegos, como en Tetris 2 que mezcla elementos de Tetris con Dr. Mario, o tomar una idea y ampliarla, como Tetrisphere.
Muchos videojuegos que no son clasificados como de lógica, contienen acertijos que hay que resolver para conseguir avanzar. Esto es habitual en juegos de aventura gráfica, y también en otros como The Legend of Zelda, Resident Evil y El Profesor Layton.

## Tipos de videojuegos de lógica
Dentro de la gran variedad existente entre los juegos de lógica, pueden distinguirse algunas categorías por sus características:

### Agilidad mental
Los juegos de agilidad mental son aquellos que requieren velocidad de razonamiento, más que ingenio o reflexión. En otro plano distinto están aquellos juegos donde debe manipularse el escenario en tiempo real de manera que unos objetos o personajes en movimiento alcancen su objetivo.

#### Rotura de bloques (Block-breaking game)
Juegos basados en romper bloques mediante un objeto que rebota como ocurriría en el pádelbol cuyo ejemplo más conocido es el Arkanoid. En ese sentido guarda cierta similitud con los juegos ball and paddle como el Pong.

#### Bloques en caída (Falling block puzzle)
Muchos de los juegos de agilidad mental presentan en común el concepto de «emparejamiento de figuras» ya sea por tener distintas formas y/o colores entre sí; siendo el Tetris el ejemplo más conocido, con bloques de diferentes formas que caen y deben encajarse para formar filas. Fue popularizado en los ochenta por las arcade, pasando luego a computadoras y consolas portátiles como la Game Boy. Otros ejemplos conocidos del género son Puyo Puyo, Columns, Lumines o Dr. Mario entre otros.

#### Juegos de emparejar tríos (Match-three game)
Existen otros juegos de lógica similares, pero no basados en asociar «bloques en caída», pero que también consisten en combinar piezas como el Candy Crush Saga o el Bejeweled, donde deben juntarse tríos de figuras idénticas, con tiempo limitado.

#### Disparabolas (Orb shooter)
Otro tipo de juego de agilidad mental que también se solapa con los de emparejamiento de figuras. Consisten en disparar bolas a una fila de bolas de manera que al coincidir los colores de estas, se vayan eliminando. Ejemplos Puzz Loop, Zuma, Luxor, etc.

#### Captura de cuadrícula (Grid capture)
Suelen ser videojuegos controlados por un ratón que consisten en encerrar área con su trazado con la dificultad de evitar algún obstáculo, otros competidores que se hagan con la victoria o un límite de tiempo. Ejemplo: Qix, Jeezball, Gals Panic, etc.

### Lógica basada en físicas
Requieren que el jugador utilice correctamente la física del juego (como trayectorias de lanzamiento u objetos en caída, balanceo, chocando,etc.) para resolver cada situación. No se prima tanto la velocidad sino el ingenio y la visualización mental.
Ejemplos: The Incredible Machine, World of Goo, Cut the Rope.

### Juegos de objetos ocultos
Conocidos también como juegos «hidden object», son juegos en los que el jugador debe encontrar objetos de una lista que están medio escondidos en una imagen. Gozan de popularidad en teléfonos y tabletas.
Ejemplos: Alice: An Interactive Museum, Criminal Case, Mystery Case Files.

### Juegos de resolución de acertijos
Los videojuegos basados en la resolución de acertijos, puzles o enigmas son aquellos que requieren de reflexión y razonamiento deductivo para hallar la solución a un problema dado. En ocasiones van integrados dentro de una historia y un mundo explorable, conformando entonces un juego de aventura gráfica (Myst, la serie Atlantis). Otros, conocidos como riddles, se presentan típicamente como juegos de navegador en los que el jugador debe ir descifrando un enigma planteado en una imagen para poder pasar a la siguiente hasta completar la serie.
Ejemplos: El Profesor Layton, Lemmings, Adventures of Lolo o A Normal Lost Phone.

#### Puzleplataformas (Puzzle Platformer)
Juegos fundamentados en los juegos de plataformas convencionales donde se le plantea al jugador una serie de puzles o acertijos que ha de sortear necesariamente para seguir avanzando. Ejemplos Oddworld, Portal, Omno o Ico.

#### Juegos de edad mental (Brain game)
Los videojuegos de edad mental o edad cerebral son juegos educativos donde se estimula de alguna manera tus capacidades mentales. Ejemplo: Brain Training del Dr. Kawashima

#### Escape de la habitación (Escape the Room)
Son aventuras de texto o gráficas en las que el objetivo principal del jugador es la exploración de su entorno para buscar la solución que les llevará a escapar del escenario en el que están atrapados. EJemplos: Submachine, Cube Escape, etc.

#### Juegos de palabras (Word puzzle)
Videojuegos basados en resoluciones lógicas de puzles planteados exclusivamente con letras. Ejemplos: Letter Quest: Grimm's Journey, versiones digitales del Scrabble, etc.

### Juegos de lógica tradicionales
Numerosos juegos tradicionales de lógica han sido adaptados al formato digital, como por ejemplo juegos de solitario, o de mahjong, así como también juegos de formar palabras, combinar números y de otros tipos. Estos pueden ser perfectamente englobados en los de emparejamiento de figuras.

### Juegos de lógica basados en laberintos
Hay otros tipo de juegos que presentan algunas características distintivas que también son dignos de mencionar. Juegos de lógica basados en laberintos conocidos también como rock and diamonds (lit. «rocas y diamantes») que consisten en recolectar una serie de objetos mientras evitamos rocas que van cayendo como ocurre en Boulder Dash o Repton.